# 1637 en musique classique
| \| • Retour à la chronologie générale de la musique classique • \| |
| Grèce • Rome • Haut Moyen Âge • VIIIe siècle • IXe siècle • Xe siècle • XIe siècle XIIe siècle • XIIIe siècle • XIVe siècle • XVe siècle • XVIe siècle • XVIIe siècle XVIIIe siècle • XIXe siècle • XXe siècle • XXIe siècle |
| • Retour à la chronologie générale de la musique classique • |

| Années en musique classique : 1634 - 1635 - 1636 - 1637 - 1638 - 1639 - 1640    |
| Décennies en musique classique : 1600 - 1610 - 1620 - 1630 - 1640 - 1650 - 1660 |

## Événements
- Giacomo Torelli aménage la salle du Palais Richelieu pour y jouer des opéras.
- Ouverture de la première salle d'opéra, le Teatro San Cassiano, à Venise.
- Représentation publique d’Andromeda, opéra de Benedetto Ferrari et Francesco Manelli au théâtre Saint-Cassien de Venise pour le carnaval. 358 opéras y seront montés de 1639 à 1700.

## Naissances

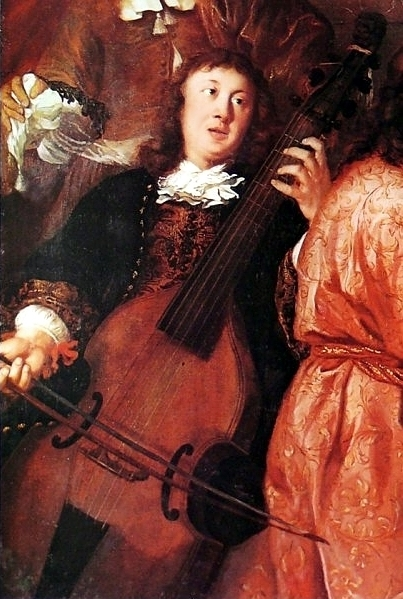
Portait présumé de Buxtehude

- 16 juin : Giovanni Paolo Colonna, compositeur, enseignant, organiste et facteur d'orgue italien († 28 novembre 1695).
- 7 décembre : Bernardo Pasquini, compositeur, claveciniste et organiste italien († 21 novembre 1710).

Date indéterminée :
- Filippo Acciaiuoli, compositeur, librettiste, directeur de théâtre, machiniste, danseur, marionnettiste et poète italien († 8 février 1700).
- Dietrich Buxtehude, organiste et compositeur allemand († 9 mai 1707).
- Louis Chein, compositeur français († 17 juin 1694).

Vers 1637 :
- Philipp Jakob Rittler, compositeur et violoniste autrichien († 16 février 1690).

## Décès
- 16 mars : Abraham Fourdy, compositeur français (° vers 1560).

Date indéterminée :
- Charles d'Ambleville, musicien et compositeur français jésuite.
- Giovanni Battista Doni, théoricien de la musique italien (° 1593).
- Henry Le Bailly, chanteur, compositeur, joueur de luth et de lyre français.